# Адопционизам
Адопционизам је ранохришћанско веровање по коме је Исус рођен као човек а божанствен је постао касније у животу. Према овом учењу, Исус је заслужио титулу Христ својом безгрешном посвећеношћу божјој вољи. Такође се сматра да је Бог дао Исусу чудотворне моћи тек након што је он доказао своју светост.
Адопционизам је био уобичајен пре него што је проглашен за јерес, крајем 2. века. Адопционизам је више пута проглашаван за јерес од стране цркве, а најексплицитније на Првом васељенском сабору у Никеји, на којем је одбрањено исправно учење о божанској природи у Христу. 